# Lourenço Manuel Correia de Sá e Benevides

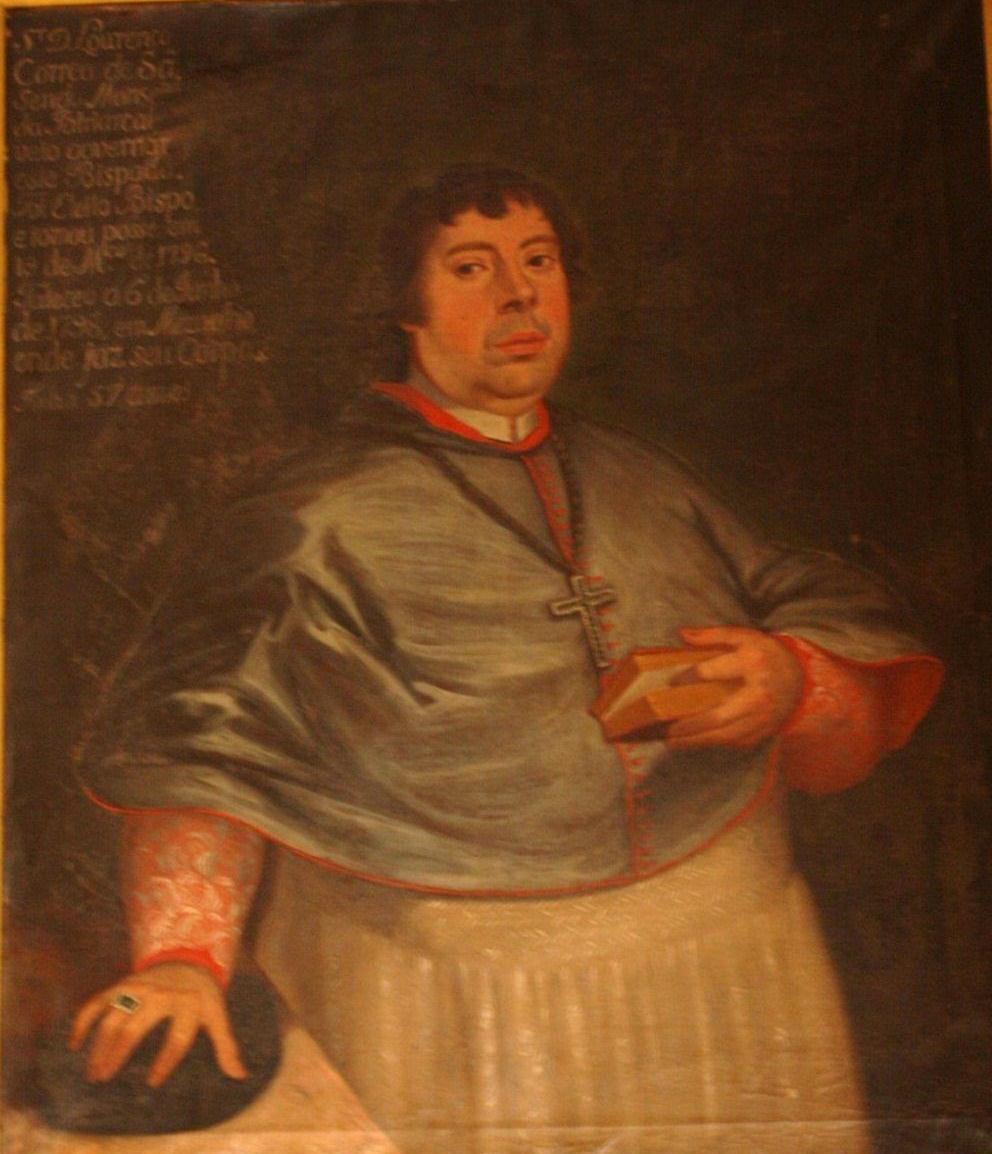
D. Lourenço Manuel Correia de Sá e Benevides (Paço Episcopal do Porto).

Dom Lourenço Manuel Correia de Sá e Benevides (Porto, 5 de Março de 1741 - Mesão Frio, 6 de Junho de 1798), foi eleito bispo do Porto em 1795 e sagrado a 1 de Maio de 1796.
Escreveu: Carta pastoral aos seus diocesanos, Lisboa, 1796.

## Dados Genealógicos
Filho do 3.º Visconde de Asseca, Diogo Correia de Sá e Benevides Velasco, e de sua mulher Inês Isabel Virgínia da Hungria de Lancastre, filha de Luís César de Menezes e sua mulher D. Mariana de Lancastre.